# Keri Arthur
Œuvres principales
- Série Riley Jenson

Keri Arthur, née à Melbourne en Australie, est une écrivaine australienne de romans de fantasy, d'horreur et d'amour.

## Biographie
Keri Arthur a commencé à écrire à l'âge de douze ans, après avoir fini de lire un roman d'Elyne Mitchell, dans sa série Silver Brumby. Le fait est qu'Elyne Mitchell y fait mourir l’héroïne préférée de Keri Arthur, qui n’ayant pas apprécié, a réécrit le roman avec la fin qu'elle souhaitait. À ce jour, elle a écrit près d'une trentaine de romans qui ont reçu de nombreuses nominations et prix. 
Keri Arthur est mariée et a une fille. Sa famille vit à Melbourne dans une maison avec un jardin plein de fleurs et un chien.
Elle est surtout connue grâce à sa série Riley Jenson, série tournant autour de Riley Jenson, personnage féminin, hybride, mi-vampire, mi-loup-garou. Riley a un frère jumeau Rhoan. Riley travaille pour le Directoire des Espèces Alternatives, police parallèle qui gère les problèmes avec les races surnaturelles.
Quand Keri Arthur n'écrit pas, elle aime regarder à la télévision les rediffusions de X-Files ou Buffy.

## Œuvres

### SérieNikki et Michael
1. (en) Dancing with the Devil, 2000
2. (en) Hearts in Darkness, 2000
3. (en) Chasing the Shadows, 2002
4. (en) Kiss the Night Good-Bye, 2004

### SérieDamask Circle
1. (en) Circle of Fire, 2001
2. (en) Circle of Death, 2002
3. (en) Circle of Desire, 2003

### SérieRipple Creek
1. (en) Beneath a Rising Moon, 2003
2. (en) Beneath a Darkening Moon, 2004

### SérieSpook Squad
1. (en) Memory Zero, 2004
2. (en) Generation 18, 2004
3. (en) Penumbra, 2005

### SérieRiley Jenson
1. Pleine Lune, Milady, 2009 ((en) Full Moon Rising, 2006)
2. Le Baiser du mal, Milady, 2010 ((en) Kissing Sin, 2007)
3. Tenter le diable, Milady, 2010 ((en) Tempting Evil, 2007)
4. Jeu dangereux, Milady, 2011 ((en) Dangerous Games, 2007)
5. Sombre Étreinte, Milady, 2011 ((en) Embraced by Darkness, 2007)
6. Baiser fatal, Milady, 2011 ((en) The Darkest Kiss, 2008)
7. Désir mortel, Milady, 2012 ((en) Deadly Desire, 2009)
8. Vouée aux ténèbres, Milady, 2012 ((en) Bound to Shadows, 2009)
9. Ultime Vengeance, Milady, 2012 ((en) Moon Sworn, 2010)

#### SérieRisa Jones
Cette série est un spin-off de la série Riley Jenson.
1. Les Anges des ténèbres, Milady, 2013 ((en) Darkness Unbound, 2011)
2. Sous l'empire des ténèbres, Milady, 2013 ((en) Darkness Rising, 2011)
3. Ténèbres dévorantes, Milady, 2013 ((en) Darkness Devours, 2012)
4. La Proie des ténèbres, Milady, 2013 ((en) Darkness Hunts, 2012)
5. Ténèbres dévoilées, Milady, 2014 ((en) Darkness Unmasked, 2013)
6. Éclats de ténèbres, Milady, 2014 ((en) Darkness Splintered, 2013)
7. La Chute des ténèbres, Milady, 2015 ((en) Darkness Falls, 2014)

### SérieLifeMate Connections
1. (en) Eryn, 2007

### SérieMyth and Magic
1. (en) Destiny Kills, 2008
2. (en) Mercy Burns, 2010

### SérieSouls of Fire
1. (en) Fireborn, Signet Select, 2014
2. (en) Wicked Embers, Penguin Signet, 2015
3. (en) Flameout, Penguin Signet, 2016

### SérieOutcast
1. (en) City of Light, 2016
2. (en) Winter Halo, 2016

### SérieLizzie Grace
1. Un baiser sanguinaire, Mxm Bookmark, coll. « Urban Fantasy », 2022 ((en) Blood Kissed, 2017), trad. Lucile Boutanquoi, 376 p.  (ISBN 979-10-381-1458-6)
2. Les Cloches de l'enfer, Mxm Bookmark, coll. « Urban Fantasy », 2023 ((en) Hell's Bell, 2018), trad. Lucile Boutanquoi, 384 p.  (ISBN 979-10-381-2127-0)
3. L'Ombre du chasseur, Mxm Bookmark, coll. « Urban Fantasy », 2023 ((en) Hunter Hunted, 2018), trad. Lucile Boutanquoi, 368 p.  (ISBN 979-10-381-2249-9)
4. La Danse du démon, Mxm Bookmark, coll. « Urban Fantasy », 2024 ((en) Demon's Dance, 2019), trad. Lucile Boutanquoi, 352 p.  (ISBN 979-10-381-2584-1)
5. Les Ailes maudites, Mxm Bookmark, coll. « Urban Fantasy », 2024 ((en) Wicked Wings, 2019), trad. Lucile Boutanquoi, 360 p.  (ISBN 979-10-381-2585-8)
6. Vœux mortels, Mxm Bookmark, coll. « Urban Fantasy », 2025 ((en) Deadly Vows, 2020), trad. Lucile Boutanquoi, 360 p.  (ISBN 979-10-381-2586-5)
7. (en) Magic Misled, 2021
8. (en) Broken Bonds, 2021
9. (en) Sorrow's Song, 2022
10. (en) Wraith's Revenge, 2023